# Jaworzyński Przysłop
Jaworzyński Przysłop (1269 m) – reglowy szczyt w otoczeniu Doliny Chochołowskiej w Tatrach Zachodnich. Znajduje się w zakończeniu grzbietu Przysłop, który rozdziela dwie boczne odnogi Doliny Chochołowskiej: Głębowiec i Dolinę Długą. Jaworzyński Przysłop jest całkowicie niemal zalesiony, ale na jego grzbiecie, na zachód od wierzchołka, rozpoczyna się polana Jaworzyna pod Furkaską, ciągnąca się aż pod stoki Parzątczaka. W porośniętych lasem stokach Jaworzyńskiego Przysłopu znajdują się liczne wapienne skały. Do Doliny Długiej opada spod Jaworzyńskiego Przysłopu lesisty żleb Wielki Ciemniak, zaś do Doliny Chochołowskiej dużo mniejszy żleb Mały Ciemniak z wylotem przy Niżniej Bramie Chochołowskiej. Wielkim Ciemniakiem spływa stały potok, Małym tylko okresowy.
Dawniej Jaworzyński Przysłop był wypasany. Wchodził w skład hali Hali Jaworzyna pod Furkaską. Nie prowadzą przez niego żadne szlaki turystyczne.

## Przypisy

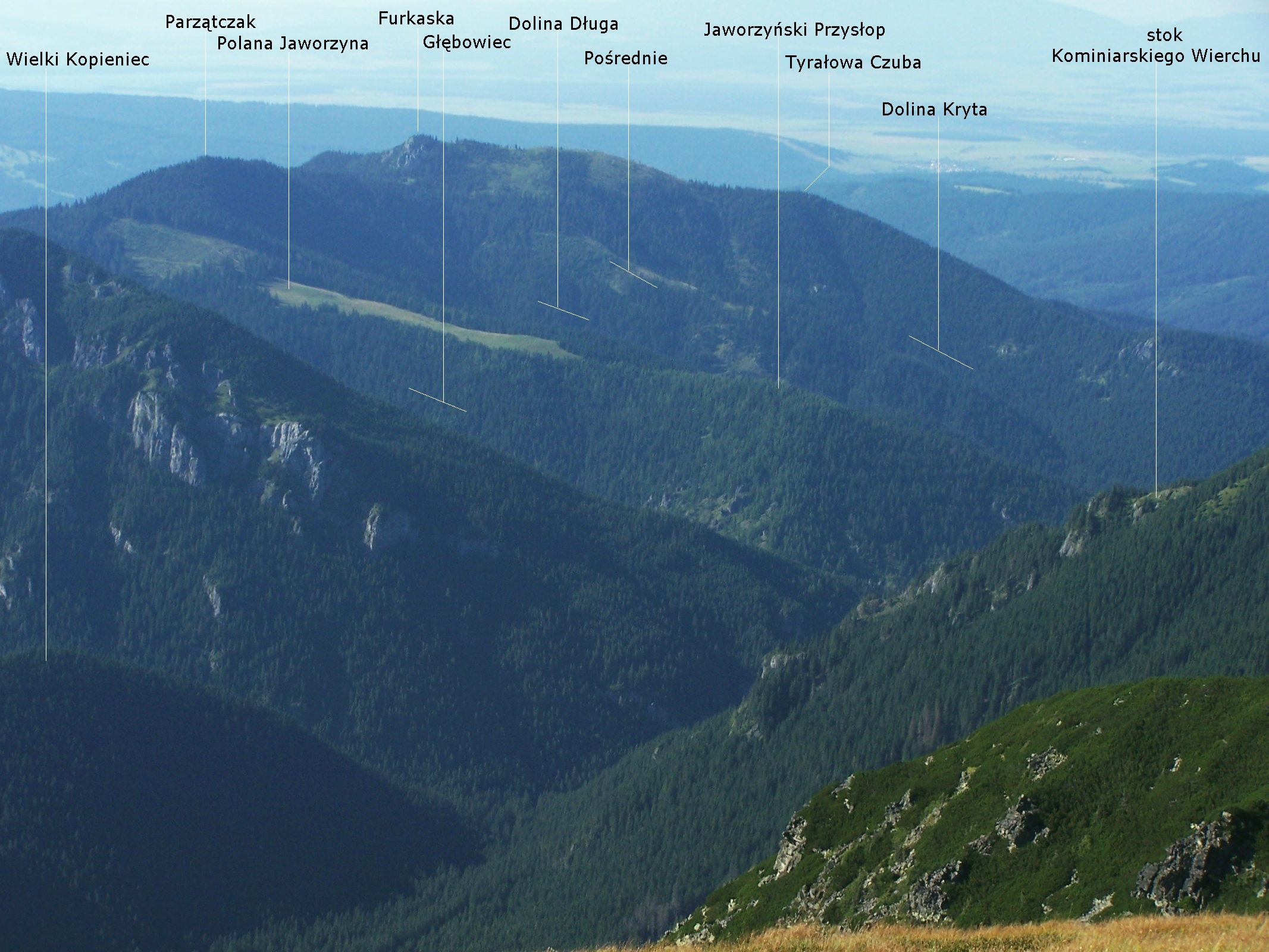
Widok z Suchego Wierchu Ornaczańskiego